# Michael Leonard
Michael Leonard (Oakville, 26 de marzo de 2004) es un ciclista canadiense que compite con el equipo INEOS Grenadiers.

## Biografía
Después de iniciarse en el deporte con el triatlón y el ciclismo en pista en el nuevo velódromo de Milton, se inició en el ciclismo de ruta a la edad de 12 años.
El 22 de septiembre de 2022 se anunció que se uniría a la formación INEOS Grenadiers de categoría UCI WorldTeam con un contrato de tres años a partir de 2023. Al día siguiente participó en el mundial júnior, pero solo ocupa el puesto 51.

## Palmarés
2024
- 1 etapa del Tour del Porvenir

2025
- Campeonato de Canadá Contrarreloj
- 3.º en el Campeonato de Canadá en Ruta

## Equipos
- INEOS Grenadiers (2023-)